# Курганская организованная преступная группировка
Курга́нская ОПГ — одна из самых жестоких и кровавых преступных группировок Москвы 1990-х годов, известна как основной работодатель знаменитого киллера Александра Солоника. Возникла в 1990 году в городе Кургане, в её состав входили бывшие спортсмены. Достаточно долго существовало подмосковное крыло «курганских» — Банда Леснякова, последних участников этой ОПГ осудили в 2015 году.

## Предыстория
Во главе ОПГ стояли три человека: Андрей Колигов, Олег Нелюбин и Виталий Игнатов. Все они были бывшими спортсменами. Из характеристик на лидеров ОПГ:
Андрей Колигов, 1964 года рождения, окончил высшее военное училище, лейтенант запаса, бывший комсомольский активист. 
Олег Нелюбин, 1965 года рождения, окончил Институт Физкультуры, мастер спорта СССР по вольной борьбе, служил в армии в должности снайпера, позже работал учителем физкультуры в школе.
Виталий Игнатов, 1962 года рождения, окончил Институт Физкультуры, по местам предыдущей работы имеет превосходные характеристики...
Все трое были ранее не судимыми. В конце 1980-х годов они подрабатывали могильщиками на городском кладбище Кургана. Вместе с ними могильщиком работал недоучившийся курсант Высшей Школы МВД Александр Солоник. Между ними возникли дружеские отношения.
|                |                 |
| Андрей Колигов | Виталий Игнатов |

## Формирование ОПГ
Свою деятельность ОПГ начала ещё в своём родном городе. Там её называли «смитовской», «комсомольской». В ней состояли абсолютно чистые перед законом комсомольские деятели и спортсмены. ОПГ в 1990 году практически в полном составе переехала в Москву. Лейтенант запаса Колигов, известный также как «Андрей Курганский», был мозговым центром группы и основным разработчиком операций. Бывший учитель физкультуры Олег Нелюбин («Нелюба») проводил занятия с членами ОПГ по рукопашному бою. Виталий Игнатов («Длинный») занимался вопросами финансирования группировки и руководил всеми силовыми акциями и бандитскими разборками.
Порядки в ОПГ были строгими. За малейшие прегрешения её членов штрафовали, лишали зарплаты. Не справлявшихся с заданиями или намеревавшихся уйти из бригады ждала неминуемая смерть. Нелюбин говорил: «Все, кто нас окружают, — это пушечное мясо». Неблагонадёжными в ОПГ считались те, кто никого ещё не убил. Так, чтобы спасти свою жизнь, член ОПГ Куропаткин убил своего лучшего друга. Получали члены ОПГ весьма скромное жалование, которого едва хватало на квартиру, еду и одежду.
Жестокость группировки странным образом сочеталась с сентиментальностью. Перед серьёзным делом «курганцы», по старой воровской традиции, собирались на Ваганьковском кладбище у могилы (памятника) известной авантюристки и мошенницы Соньки Золотой Ручки. Здесь, у знаменитой «Железной пальмы», они поминали королеву воровского мира.
Вскоре «курганских» взял под свою опеку лидер так называемой Ореховской ОПГ Сергей Тимофеев, известный также как «Сильвестр». Он определил основные задачи курганцев — устранение конкурентов. Однако, скоро курганцы повели свою игру — они решили столкнуть друг с другом московские ОПГ и самим выбиться на вершину криминальной пирамиды Москвы.

## Деятельность ОПГ
В целом, бандиты разделяли жизненную позицию одного из своих лидеров, который советовал в любой непонятной ситуации «Стрелять, стрелять и еще раз стрелять». Первый конфликт у «курганских» возник с Бауманской ОПГ. Её лидеры — Валерий Длугач по прозвищу «Глобус», Владислав Ваннер по прозвищу «Бобон» и Алексей Семёнов по прозвищу «Рэмбо» отказывались уступать «курганским» в вопросе контроля над престижным ночным клубом «Арлекино» (Изначально конфликт за «Арлекино» произошёл между «бауманскими» и «ореховскими». «Глобус» не хотел уступать клуб «Сильвестру». «Бауманские» нанесли первый удар совершив покушение на одного из «ореховских» авторитетов. Уже после этого «Сильвестр» привлек «курганских» для войны с «бауманскими»). В то же время в Москве объявился и Солоник, который на предложение «курганских» стать киллером ответил согласием.  Рано утром 10 апреля 1993 года, при выходе из дискотеки «У ЛИС'Са» на Олимпийском проспекте им был расстрелян Глобус. Через день, 12 апреля в подъезде собственного дома был убит Рэмбо. 17 января 1994 года неподалёку от Волоколамского шоссе выстрелом через дыру в заборе был убит и Бобон. «Курганские» стали владельцами клуба «Арлекино».
Видимо, быстрое прогрессирование ОПГ не понравилось Сильвестру, и он решил обговорить этот вопрос с лидерами «курганских». 13 сентября 1994 года они встретились в ресторане на Арбате. Уже через несколько часов на улице Третьей Тверской-Ямской «Мерседес» Тимофеева был взорван вместе с его хозяином. Смерть одной из самых заметных фигур преступного мира Москвы всколыхнула её. Сильвестр был признанным вожаком славянских преступных кланов, естественных антагонистов кавказских ОПГ. Смерть Сильвестра, Глобуса и Бобона стала поводом для появления слухов о так называемой «Белой стреле».
Но 4 октября 1994 года на Петровско-Разумовском рынке Солоник был задержан. При задержании он убил троих сотрудников милиции и охранника рынка. Недалеко от железнодорожной станции «Петровско-Разумовская» киллер был тяжело ранен и арестован. Арест лучшего киллера был тяжелым ударом для Курганской ОПГ, и ему решили устроить побег. С помощью своего агента в СИЗО «Матросская тишина» Сергея Меньшикова Солонику был передан альпинистский канат. 5 июля 1995 года Солоник совершил побег. До сих пор остаётся неизвестным, почему в ночь побега не работали видеокамеры тюрьмы.
23 марта 1995 года по заказу лидеров «курганских» на Ленинградском шоссе был расстрелян Александр Наумов, известный также как «Наум-старший». Он возглавлял Коптевскую ОПГ, с которой у триумвирата также произошёл конфликт из-за спорной территории.

## Расцвет ОПГ
К середине 1990-х годов Колигов, Нелюбин и Игнатов практически полностью легализовались, став респектабельными бизнесменами, исправно платили налоги государству. Среди подконтрольных им фирм был и тот самый ночной клуб «Арлекино», из-за которого ранее были устранены Глобус и Бобон.
В середине 1996-м банда совершает аферу с фальшивыми векселями, которая приносит им огромные деньги. В общей сложности бандиты получают 22 триллиона неденоминированных рублей, что при курсе доллара на 1996 год в 6 тысяч рублей равнялось примерно 3,5 миллиардам долларов, что по количеству похищенных средств делает его сопоставимым с аферой с фальшивыми авизо. Эта афера была осуществлена Виталием Игнатовым, Валерием Богдановским по кличке «Беда» и Олегом Климкиным. Для совершения данного преступления, «курганский» авторитет, Богдановский, и со своим школьным другом, Олегом Климкиным, создают фирму «Энергоатом» и выпускают фиктивные векселя. Затем они создают образ престижной фирмы, с этой целью они арендуют большой офис в центре Москвы, покупают дорогие автомобили, и делают «кандидата» в президенты, Владимира Боровкова, одним из руководителей фирмы. Создав имидж престижной фирмы, они начинают брать денежные средства и товары у различных предприятий расплачиваясь своими векселями. Быстро реализовав товары, фирма выводит деньги в заграничные банки. К тому моменту как афера была обнаружена и было возбуждено уголовное дело, деньги получены преступниками давно растворились в заграничных офшорах. Когда дело дошло до суда, наказание получили только мелкие сошки, такие как рядовые боевики «курганцев» и рядовые сотрудники «Энергоатома». Дело же, по которому проходили Богдановский, Климкин и Боровков, проходившее в Нижнем Новгороде в 1999 году, развалилось в суде так как представительница Сормовской прокуратуры Нижнего Новгорода, Лариса Макеева, отказалась от обвинений предъявленных подсудимым, и их пришлось освободить.

## Конец ОПГ
В то же время у ОПГ возникает конфликт c лидером Коптевской ОПГ Василием Наумовым, известным как Наум-младший, братом Александра Наумова. Триумвират стал настойчиво претендовать на часть его доходов, однако Наумов решительно отверг притязания бывших друзей. После гибели брата Наум-младший нанял себе солидную охрану. «Курганские» стали прослушивать его телефонные переговоры. Внешне они и «коптевские» сосуществовали мирно, и даже в 1996 году лидеры обеих группировок вместе ездили отдыхать на заграничные курорты. Однако  сотрудники РУБОП и  «Белая стрела» либо сами, либо руками своих людей среди «коптеевских», приложили руку к ликвидации. 23 января 1997 года Василий Наумов был расстрелян в собственной машине недалеко от здания ГУВД Москвы на улице Петровка. Охранник Наумова принял одного из киллеров за Солоника, который в это время проживал в Греции под чужим именем. Как впоследствии установило следствие, Солоник не имел никакого отношения к убийству Наума-младшего. Киллеры вскоре были задержаны. Непосредственных участников, которых смогли задержать, оказалось трое, водитель (Андрей Таран) и двое стрелков (Игорь Нестеров, Дмитрий Малашевский). Один из стрелков, Андрей Вершинин, в будущем "прославится" в банде Леснякова. Они заявили, что заказ на ликвидацию Василия Наумова дал Олег Нелюбин, однако найти его на тот момент не удалось.  По другим  данным руку к смерти приложила «Белая стрела».
Следующим убитым должен был стать известный вор в законе Роспись, однако при взрыве его машины он чудом уцелел. Часовой механизм сработал раньше времени.
Однажды было совершено покушение и на Нелюбина. 12 июня 1996 года на территории спорткомплекса ЦСКА киллером Бауманской ОПГ был по ошибке застрелен подполковник Богачёв, который по комплекции и одежде был похож на лидера ОПГ.
ОПГ уже находилась в агонии. Большинство криминальных группировок Москвы объявили ей войну. Членов ОПГ всё чаще расстреливали на улицах, в домах, подъездах. Предчувствовали невесёлую перспективу и сами лидеры «курганских». Вдобавок ко всему начались и внутренние разборки. Колигов, Нелюбин и Игнатов поодиночке скрылись за границей. Лидеры Курганской ОПГ бежали уже друг от друга. Вскоре по Москве прошли массовые аресты оставшихся в живых членов группировки, считалось, что Курганская ОПГ перестала существовать, однако, последних участников этой банды осудили только в 2012 году, до этого они совершили ряд тяжких преступлений, среди которых убийства криминальных авторитетов и бизнесменов. В этой связи известно, что убийство криминализированного коммерсанта Валерия Казакова, расстрелянного «новыми курганцами» на пороге прокуратуры подмосковного города Пушкина перед его допросом, было использовано СКР для продления сроков давности затянувшегося межведомственного конфликта, известного как «Дело о подмосковных казино».

## Аресты, расследование деятельности ОПГ и суд
Колигова удалось выманить в Россию уже 30 января 1997 года, и прямо в аэропорту «Шереметьево-2» он был арестован. 31 января в Греции было обнаружено тело Солоника.
После смерти Солоника и ареста Колегова, «курганцы» начинают заметать следы. Ради этой цели оставшиеся на свободе главари дают команду ликвидировать некоторых членов своей группировки. Первой жертвой чистки становится Александр Циборовский. Его убивают 4 апреля 1997 года когда он приходит на встречу с Виктором Конаховичем. В тот день Александр Циборовский и Михаил Кобезков (устранение Кобезкого тоже входили в планы главарей) приходят к гостинице Минобороны. Там они встречаются с Виктором Конаховичем, Вячеславом Ермолаевым и неким третьим знакомым Конаховича. Конахович говорит Циборовскому что нужно будет съездить в пансионат Петрово-Дальнее. Все кроме Кобезкого садятся в машину и уезжают. Отъехав на приличное расстояние, Конахович стреляет в затылок сидевшего на переднем сидении Циборового. Потом Циборовского хоронят в лесу. На следующий день оперативники берут Конаховича, чем спасают других членов банды которых должен был убить Конахович. Он начинает отпираться но за ним уже давно велась слежка и оперативники предъявляют ему фотографии убитого Циборовского. После таких фактов Конахович перестает отпираться и во всем сознается.
Олег Нелюбин скрылся в Нидерландах. Вскоре он был арестован местной полицией вместе с двумя сообщниками, Максимом Тарнопольским и Владимиром Селиверстовым, по подозрению в убийстве Виктора Баулиса по кличке Энимал, латвийского коммерсанта и по совместительству криминального авторитета из банды Ивана Харитонова (Нужно отметить что Максим Тарнопольский являлся членом Пардаугавской ОПГ. Пардаугавская ОПГ и банда Ивана Харитонова были двумя конкурирующими группировками в Латвии, так что убийство скорее всего было связано с конфликтом этих двух группировок). По запросу российских властей Нелюбин и Селиверстов были депортированы в Россию, а Тарнопольский в Грецию (так-как обвинялся в подделке греческих документов, за что в итоге и получил там два года тюремного срока. В 2001 году он будет осужден на 10 лет за аварию в которой погибли три человека, но в 2005 бежит. А, в 2009 он будет подозреваться в причастности к делу о контрабанде 17 тонн кокаина из Эквадора в Испанию).
Был задержан и главный контрразведчик ОПГ Павел Зеленин. После его ареста многие бывшие члены ОПГ дали официальные показания.
Колигов сразу же потребовал отдельную камеру, мотивируя это тем, что у него сифилис. Его жена предприняла неудачную попытку дать взятку следователю в 50,000$, чтобы муж получил условный срок. Колигова судили первым. На первом суде ему удалось вменить лишь подделку документов и контрабанду наркотиков, и он получил всего 6 лет лишения свободы. На втором процессе Колигова осудили к 24 годам лишения свободы в связи с новыми открывшимися обстоятельствами. На этом же процессе были осуждены ещё 10 бандитов. Восемь человек получили от 12 до 20 лет тюрьмы, минимальные сроки (по 7 лет) получили активно помогавший следствию Михаил Кобезков и находящийся в бегах Юрий Полковников (он был приговорён заочно).
1 октября 2005 года Андрей Колигов покончил с собой в колонии УЮ № 400/1. По другим данным Колигов не кончал жизнь самоубийством, а с ним свели счёты его давние враги. Со слов человека сидевшего вместе с Колиговым, «Андрей был в хорошем настроении, смеялся. Лег спать и ночью его подняли, и на виселицу».
17 января 1998 года в один день в Матросской тишине загадочным образом скончались Нелюбин и Зеленин. Оба они были убиты в драках между заключёнными камер.
Виталия Игнатова найти так и не удалось. Возможно, он проживает в настоящее время за границей.
Итог деятельности банды — не менее 60 убийств за всё время её существования, последним киллером банды был некий Андрей Вершинин по кличке Андрей Маленький, его называли преемником «киллера № 1» Александра Солоника.

## В массовой культуре
- Документальный фильм «По следу Солоника» из цикла Вахтанга Микеладзе «Документальный детектив»
- Документальный фильм «Не дожившие до пожизненного заключения» фильм второй из цикла Вахтанга Микеладзе «Приговорённые пожизненно»